# Benoît Paturel
Benoît Paturel (Lyon, 7 december 1994) is een Frans motorcrosser.

## Carrière
Paturel maakte zijn debuut in het Wereldkampioenschap motorcross MX2 in 2012, met Kawasaki. Hij nam slechts deel aan de twee wedstrijden, als gastrijder. Hij had wist enkele punten te scoren en werd zo 32ste in de eindstand. In 2012 reed Paturel maar één wedstrijd mee en kon slechts één puntje scoren, met Husqvarna. Paturel richtte zich dat seizoen vooral op het EK, waarin hij tiende werd.
2014 viel in het water door een langdurige blessure. Vanaf 2015 kwam Paturel voltijds uit in het WK met Yamaha. Hij sloot zijn eerste volledige seizoen af als negende. In 2016 wist Paturel knap derde te worden in de eindstand van het WK, waarbij hij drie keer op het podium stond van een GP. Op het einde van het seizoen wist hij samen met Romain Febvre en Gautier Paulin de Motorcross der Naties te winnen voor Frankrijk. Ook in 2017 komt Paturel uit voor Yamaha in de MX2-klasse.

## Palmares
2016: Winnaar Motorcross der Naties
2016:  MX2-klasse
2017: 5e MX2-klasse
2018: 27e MXGP-klasse
2019: 24e MXGP-klasse
2020: 28e MXGP-klasse
2021: 20e MXGP-klasse
2022: 26e MXGP-klasse
2023: 12e MXGP-klasse
2024: 16e MXGP-klasse
| GP overwinningen | GP overwinningen | GP overwinningen | GP overwinningen    |
| No.              | Datum            | Grand Prix       | Plaats              |
| MX2-klasse       | MX2-klasse       | MX2-klasse       | MX2-klasse          |
| ---------------- | ---------------- | ---------------- | ------------------- |
| 1                | 13-08-2017       | Zwitserland      | Frauenfeld-Gachnang |